# 石川県教育委員会
石川県教育委員会（いしかわけんきょういくいいんかい）は、石川県の教育委員会である。

## 概要
石川県内の教育に関する事務を所掌する行政委員会であり、6人の委員で構成される。2022年現在の教育長は、北野喜樹。近年は、学力向上、高校改革などの教育改革に取り組んでいる。
広義では、教育委員会の執行機関である教育委員会事務局を含めて、教育委員会と呼ぶこともある。

## 組織
- 庶務課
- 教職員課
- 学校指導課
- 生涯学習課
- 文化財課
- 保健体育課

## 所在地
- 〒920-8575 石川県金沢市鞍月1-1

## 市町村教育委員会
- 金沢市教育委員会